# St. Michael und Gabriel (Mersin)

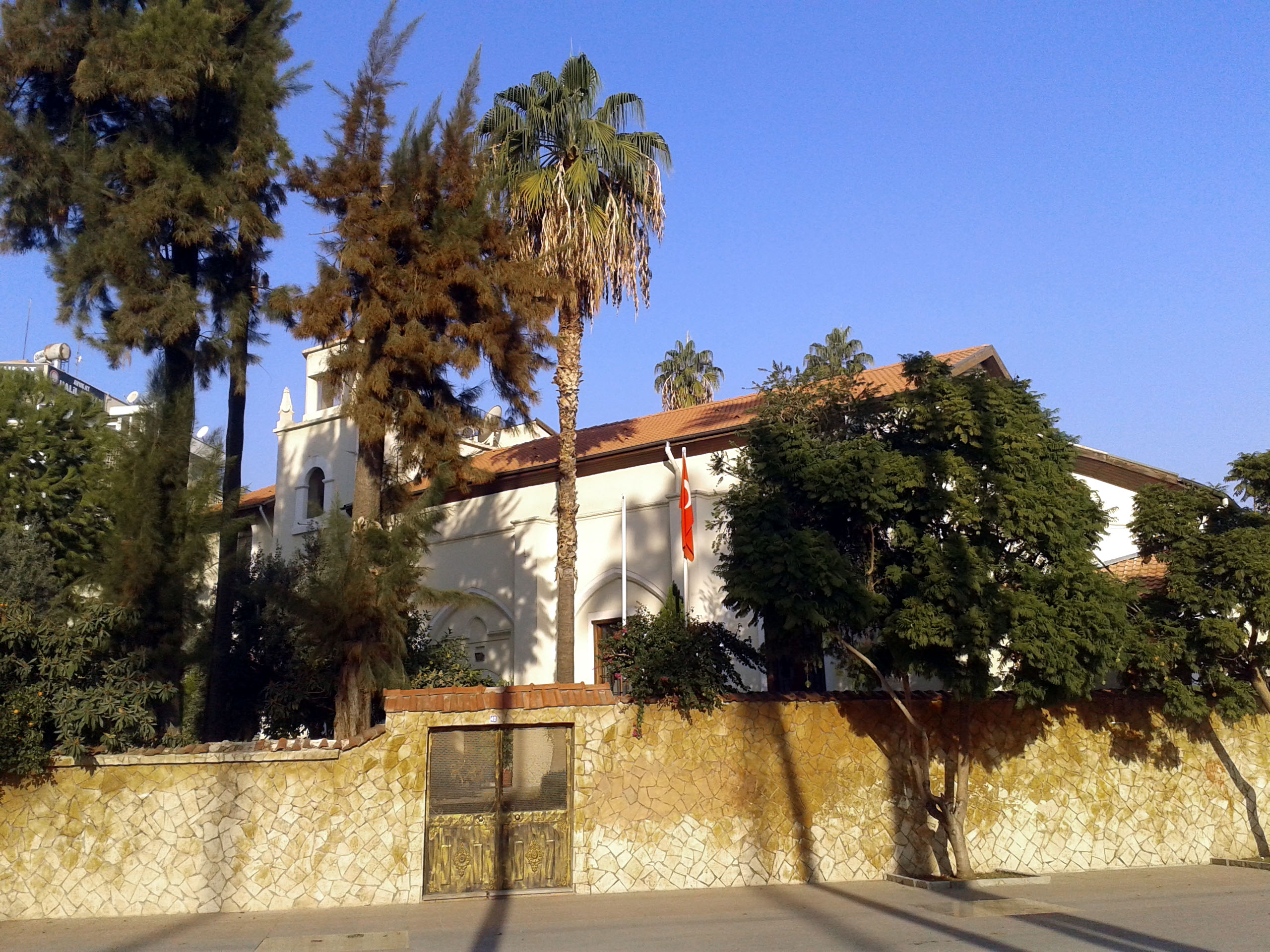
Hl.-Michael-und-Hl.-Gabriel-Kirche (2015)

Die Hl.-Michael-und-Hl.-Gabriel-Kirche (türkisch Aziz Mikail ve Aziz Cebrail Rum Ortodoks Kilisesi) ist eine historische griechisch-orthodoxe Kirche aus dem 19. Jahrhundert in der südtürkischen Hafenstadt Mersin. Da sie die einzige verbliebene orthodoxe Kirche der Stadt ist und nur noch von arabischstämmigen Türken besucht wird, wird sie auch „Orthodoxe Kirche Mersins“ (Mersin Ortodoks Kilisesi) oder „Arabisch-Orthodoxe Kirche“ (Arap Ortodoks Kilisesi) genannt.

## Geschichte und Zuordnung
Nach Auseinandersetzungen mit Muslimen und Drusen flüchteten Christen aus dem Libanon nach Mersin und Tarsus. Der Bedarf einer Kirche verstärkte sich mit dem Zuzug von rum-orthodoxen, alexandrinisch-orthodoxen und armenischen Christen aus Kappadokien, Syrien und Ägypten nach Mersin zusehends. In den Jahren 1852 bis 1878 wurde die den Erzengeln St. Michael und St. Gabriel geweihte Kirche errichtet, das Grundstück wurde von Dimitri Nadir and Tannus Nadir aus der Nadir-Familie gespendet, die eine der ersten der 195 arabisch-orthodoxen Familien war.
Der Glockenturm wurde später abgerissen und wiederaufgebaut, unter dem damaligen Provinz-Gouverneur Tevfik Sırrı Gür wurde ein Teil des Kirchengartens für die Erweiterung der Atatürk Caddesi geopfert.
Das Kirchengelände befindet sich südlich des Halkevi und 200 Meter von der Mittelmeerküste entfernt. Eine griechische Inschrift weist den Erzengel Michael als Kirchenheiligen aus.
Die Kirche untersteht dem in der syrischen Hauptstadt Damaskus residierenden griechisch-orthodoxen Patriarchen von Antiochien – Johannes X. – und nicht dem Ökumenischen Patriarchen in Istanbul.